# Millió darabra törve
A Millió darabra törve (eredeti cím: A Million Little Pieces) 2018-ban bemutatott amerikai–kanadai filmdráma Sam Taylor-Johnson rendezésében. A forgatókönyvet James Frey Millió apró darabban (2003) című regényéből Sam és Aaron Taylor-Johnson írta. A főbb szerepekben Aaron Taylor-Johnson, Billy Bob Thornton, Odessa Young, Giovanni Ribisi, Juliette Lewis és Charlie Hunnam látható.
A film világpremierje a 2018-as Torontói Nemzetközi Filmfesztiválon volt, az Amerikai Egyesült Államokban 2019. december 6-án mutatta be a Momentum Pictures, nemzetközileg az Entertainment One jelenítette meg. Magyarországon az HBO Go mutatta be 2021 októberében. Általánosságban negatív visszajelzéseket kapott a kritikusoktól. 

## Cselekmény
Egy James nevű fiatalember egy repülőgépen ébred, amely szülővárosába, Minneapolisba tart. James nem emlékszik arra, hogyan került fel a repülőre, vagy miért van tele zúzódásokkal és sebekkel, mivel ivott és alkoholt kevert kemény drogokkal. A légiutas-kísérőtől megtudja, hogy egy orvos eszméletlen állapotban tette fel a gépre, és hogy a bátyja otthon várja. Bob testvér felveszi Jamest, és azonnal egy rehabilitációs klinikára viszi. James még csak 23 éves, de már majdnem tíz éve alkoholista, három éve pedig drogfüggő.
A klinikán James megismerkedik néhány nagyon érdekes és különleges emberrel, akikkel fokozatosan elkezd kommunikálni és szorosabb kapcsolatokat építeni. Ezek a hozzá hasonló betegek fontos szerepet játszanak majd az életében a klinikán való tartózkodása alatt és után is. Ezek közé az emberek közé tartozik Leonard maffiafőnök, aki a gyógyulásában sokat segít, és egy függő nő, akibe James beleszeret, annak ellenére, hogy a klinikán szigorú szabályok tiltják a férfi és nő közötti érintkezést. Fokozatosan James kezd megváltozni, és ez lesz az első lépés a gyógyulása felé.

## Szereplők
| Szerep           | Színész              | Magyar hang      |
| ---------------- | -------------------- | ---------------- |
| James Frey       | Aaron Taylor-Johnson | Kovács Lehel     |
| Leonard          | Billy Bob Thornton   | Jakab Csaba      |
| Lilly            | Odessa Young         | Gáspár Kata      |
| John Everett     | Giovanni Ribisi      | Csőre Gábor      |
| Joanne           | Juliette Lewis       | Für Anikó        |
| Bob Frey, Jr.    | Charlie Hunnam       | Varga Gábor      |
| Roy              | David Dastmalchian   | Rajkai Zoltán    |
| Miles Davis      | Charles Parnell      |                  |
| Dr. Stevens      | Andy Buckley         |                  |
| Hank             | Ryan Hurst           | Schneider Zoltán |
| Lincoln          | Dash Mihok           | Bognár Tamás     |
| Matty            | Eugene Byrd          |                  |
| Dr. Baker        | Tom Amandes          | Rosta Sándor     |
| Cecil            | Dominic Pace         |                  |
| Ed               | Drake Andrew         |                  |
| Jegyellenőr      | Deep Rai             |                  |
| Öreg fehér ember | Keith Barber         |                  |

### Magyar változat
- Főcím: Endrédi Máté
- Magyar szöveg: Szojka László
- Hangmérnök: Salgai Róbert
- Vágó: Házi Sándor
- Gyártásvezető: Kablay Luca
- Szinkronrendező: Molnár Ilona
- Produkciós vezető: Dallos Miklós

A szinkront az SDI Media Hungary készítette el.

## A film készítése
A filmadaptáció eredeti jogait a Warner Bros. Pictures birtokolta, azonban félretették a projektet, miután kiderült, hogy a könyv nem valódi emlékirat, ahogyan azt eredetileg hirdették, és a szerző, James Frey több elemet is kitalált a történetből. 2017 októberében bejelentették, hogy Sam Taylor-Johnson fogja rendezni a filmet, férje, Aaron Taylor-Johnson pedig a főszerepet játssza majd.
2018 januárjában Billy Bob Thornton, Carla Juri, Charlie Hunnam és Giovanni Ribisi is csatlakoztak a szereplőgárdához, a forgatás pedig január 25-én kezdődött. Néhány nappal később David Dastmalchian és Juliette Lewis is szerepet kaptak. 2018 februárjában Odessa Young és Charles Parnell csatlakoztak a stábhoz, Young pedig Carla Juri szerepét vette át.

## Bemutató
A Millió darabra törve premierje 2018-ban volt a Torontói Nemzetközi Filmfesztiválon. Az Amerikai Egyesült Államokban a Momentum Pictures forgalmazásában 2019. december 6-án mutatták be a mozikban és a Video on Demand kínálatban, nemzetközileg az Entertainment One (amely szintén a Momentum tulajdona) jelentette meg. Emellett az Universal Pictures Home Entertainment 2020. január 6-án jelenítette meg DVD-n az Egyesült Államokban. A nemzetközi jegypénztáraknál 89 825 dollárt hozott.

## Fogadtatás
A Rotten Tomatoes weboldalon 27%-os értékelést kapott 48 kritika alapján, az átlagos értékelése 5 pont a 10-ből. Az oldal szöveges összefoglalója szerint: „A Millió darabra törve jól megformált és hozzáértően irányított film alig több, mint egy mélyen problematikus memoár jó szándékú, de nem meggyőző visszhangja.” A Metacritic oldalán 45 pontott kapott a 100-ból (14 kritika alapján), ami „vegyes vagy átlagos értékelést” jelent.